# Саут-Раїсліп (станція)
51°33′23″ пн. ш. 0°23′55″ зх. д. / 51.556389° пн. ш. 0.398611° зх. д.
Саут-Раїсліп (англ. South Ruislip) — станція Центральної лінії Лондонського метрополітену та Chiltern Railways. Станція знаходиться у Саут-Раїсліп, Гіллінгдон, Лондон, у 5-й тарифній зоні, на відгалуженні Раїсліп між метростанціями — Нортголт та Раїсліп-гарденс, для National Rail — кінцева, попередня станція — Вест-Ілінг, а також знаходиться між станціями Вест-Раїсліп та Нортголт-парк. В 2018 році пасажирообіг метростанції — 1.91 млн пасажирів, для National Rail — 0.230 млн пасажирів
Конструкція станції: наземна відкрита з двома прямими острівними платформами

## Історія
- 1 травня 1908: відкриття станції у складі Great Western and Great Central Joint Railway[en] (GW&GCR), як Норголт-джанкшен[6]
- вересень 1932: станцію перейменовано на Саут-Раїсліп-енд-Норголт-джанкшен
- 30 червня 1947: станцію перейменовано на Саут-Раїсліп[7][8]
- 21 листопада 1948: початок трафіку Центральної лінії.

## Пересадки
На автобуси London Buses маршрутів: 114 та E7

## Послуги
| Попередня станція | Лінія | Лінія                                                  | Лінія | Наступна станція |
| ----------------- | ----- | ------------------------------------------------------ | ----- | ---------------- |
| Нортголт          |       | Лондонське метро Центральна лінія відгалуження Раїсліп |       | Раїсліп-гарденс  |
| Вест-Раїсліп      |       | Chiltern Railways Chiltern Main Line                   |       | Нортголт-парк    |
| Вест-Ілінг        |       | Chiltern Railways Chiltern Main Line                   |       | Кінцева          |